# Langmuir (rivista)
Langmuir è una rivista accademica che si occupa di chimica fisica, in particolare di chimica delle superfici e colloidi. Nel 2014 il fattore di impatto della rivista era di 4,457.